# Makey-Liboli
Makey-Liboli est une localité du sud-est de la Côte d'Ivoire et appartenant au département de Grand-Lahou, dans la Région des Lagunes. La localité de Makey-Liboli est un chef-lieu de commune.